# Borrell od Osone
Don Borrell I. (katalonski: Borrell I d’Osona; španjolski: Borrell I de Osona; umro 820.) bio je vizigotski plemić te grof Osone, Urgella i Cerdanye, iz koje je vrlo vjerojatno bio rodom.
Njegovi su roditelji danas nepoznati te nije poznato je li bio oženjen i je li imao djece.
Na kraju 8. stoljeća, car Karlo Veliki i njegov sin Ljudevit I. slali su Franke u Španjolsku te je 798. Borell postao grof Urgella i Cerdanye.
Umro je 820. godine te su ga naslijedili Rampón od Barcelone i Aznar I. Galíndez (grof Aragonije).